# Wybory do Rady Legislacyjnej Nauru w 1966 roku
Pierwsze i ostatnie wybory do Rady Legislacyjnej Nauru miały miejsce 25 stycznia 1966 roku. Były to ostatnie wybory przed uzyskaniem przez ten kraj niepodległości (nie licząc wyborów do konstytuanty w 1967).

## Tło
Od czasów II wojny światowej, wyspa była pod administracją australijską. W 1962 Zgromadzenie Ogólne ONZ przeprowadziło głosowanie, w którym jednoznacznie poparło uzyskanie przez Nauru niepodległości (oddano 80 głosów za, ani jeden przeciwko). Następnie Rada Powiernicza ONZ zażądała od rządu australijskiego utworzenie Rady Legislacyjnej Nauru. 9 grudnia 1965 roku, parlament australijski przyjął omawiany wcześniej projekt ustawy o utworzeniu Rady Legislacyjnej, znany pod nazwą Nauru Act 1965.

## Przebieg wyborów i wyniki
System wyborczy był taki sam, jak w wyborach do Lokalnej Rady Samorządowej Nauru.
Wszyscy wybrani posłowie byli członkami Lokalnej Rady Samorządowej. O dziewięć miejsc ubiegało się 24 kandydatów.
| Okręg wyborczy | Wybrani posłowie              |
| -------------- | ----------------------------- |
| Aiwo           | Edwin Tsitsi                  |
| Anabar         | Agoko Doguape                 |
| Anetan         | Roy Degoregore                |
| Boe            | Hammer DeRoburt               |
| Buada          | Austin Bernicke               |
| Ubenide        | Victor Eoaeo, Buraro Detudamo |
| Meneng         | Ategan Bop                    |
| Yaren          | Joseph Audoa                  |
| Źródło:        |                               |

Rada Legislacyjna została otwarta 31 stycznia 1966, czyli w dwudziestą rocznicę repatriacji kilkuset Nauruańczyków z wysp Chuuk. Na szefa rady wybrano Hammera DeRoburta.